# Дрімлюга-вилохвіст колумбійський
Дрімлюга-вилохвіст колумбійський (Hydropsalis climacocerca) — вид дрімлюгоподібних птахів родини дрімлюгових (Caprimulgidae). Мешкає в Амазонії та на Гвіанському нагір'ї.

## Опис
Довжина птаха становить 23-28 см, самці важать 42-46 г, самиці 45-52 г. Верхня частина тіла сіро-коричнева або рудувато-коричнева, поцяткована чорнувато-бурими смужками. На шиї вузький охристий комірець, груди охристі. Хвіст довгий, поцяткований білими смужками, на крилах білі плями.

## Підвиди
Виділяють п'ять підвидів:

Колумбійський дрімлюга-вилохвіст

- H. c. schomburgki Sclater, PL, 1866 — східна Венесуела і Гвіана;
- H. c. climacocerca (Tschudi, 1844) — західна Амазонія (від південно-східної Колумбії до північної Болівії);
- H. c. pallidior Todd, 1937 — північ центральної Бразилії (Сантарем в штаті Пара);
- H. c. intercedens Todd, 1937 — центральна Бразилія (Обідус в штаті Пара);
- H. c. canescens Griscom & Greenway, 1937 — північ центральної Бразилії (нижня течія річки Тапажос в штаті Пара).

## Поширення і екологія
Колумбійські дрімлюги-вилохвости мешкають в Колумбії, Еквадорі, Перу, Болівії, Венесуелі, Гаяні, Французькій Гвіані, Суринамі і Бразилії. Вони живуть у вологих чагарникових заростях на берегах річок і озер. Зустрічаються на висоті до 700 м над рівнем моря. Ведуть нічний спосіб життя. Живляться комахами, яких ловлять в польоті.